# 濱河亮背鯰
濱河亮背鯰，為輻鰭魚綱鯰形目鯰科的其中一種，為熱帶淡水魚，分布於亞洲柬埔寨、泰國及馬來西亞淡水流域，舊稱為滨河缺鳍鲇，體長可達60公分，棲息在溪流、湖泊或泛濫區底中層水域，會進行季節性洄游，以蝦、昆蟲等為食，生活習性不明，可做為食用魚。

## 扩展阅读
維基物種上的相關：濱河亮背鯰